# Apple Pro Mouse
Apple Mouse (ранее Apple Pro Mouse) была впервые представлена публике в июле 2000 года на Всемирной конференции разработчиков (WWDC). Apple Computer стала первой компанией, поставлявшей со своим оборудованием оптические мыши в качестве стандартных. Промышленный дизайн Pro Mouse был полностью разработан в компании Apple, тем временем часть внутреннего оборудования разрабатывалась инженерами компании Sparkfactor Design. Pro Mouse поставлялась вместе с Power Mac G4 Cube, также представленном на вышеупомянутой конференции в 2000 году. Apple была первой компанией, которая стала поставлять со своими компьютерами только USB-мыши и клавиатуры, начиная с модели iMac G3, представленной в мае 1998 года. Как и предыдущая модель («Хоккейная шайба», «Hockey-puck»), Apple Pro Mouse являет собой USB-мышь с проводом длиной около 0,6 метра, рассчитанного на подключение к Pro Keyboard, Apple Cinema Display или Apple Studio Display. У Apple Pro Mouse есть уникальный механизм настройки 3 уровней силы давления при клике.